# Miriam Ruizová
Miriam del Rayo Ruizová Ramírezová často zkracovaná na Miriam del Rayo (* 13. září 1980 Pachuca de Soto) je bývalá mexická zápasnice – judistka a grapplerka.

## Sportovní kariéra
V mexické ženské reprezentaci se pohybovala od roku 1998 v polostřední váze do 63 kg. V roce 2000 a 2004 se na olympijské hry nekvalifikovala. Od roku 2005 se v mexické reprezentaci neprosazovala. Žije v Ciudad de México a věnuje se trenérské práci.

## Výsledky
| Turnaj                  | 1998             | 1999             | 2000             | 2001             | 2002             | 2003             | 2004             |
| Turnaj                  | 18               | 19               | 20               | 21               | 22               | 23               | 24               |
| Turnaj                  | polostřední váha | polostřední váha | polostřední váha | polostřední váha | polostřední váha | polostřední váha | polostřední váha |
| ----------------------- | ---------------- | ---------------- | ---------------- | ---------------- | ---------------- | ---------------- | ---------------- |
| Olympijské hry          |                  |                  | —                |                  |                  |                  | —                |
| Mistrovství světa       |                  | úč.              |                  | úč.              |                  | úč.              |                  |
| Panamerické hry         |                  | 5.               |                  |                  |                  | 5.               |                  |
| Panamerické mistrovství | 5.               | ?                | —                | ?                | 7.               | 5.               | úč.              |
| Středoamerické a k. hry | ?                |                  |                  |                  | 1.               |                  |                  |
| MS juniorů              | úč.              |                  |                  |                  |                  |                  |                  |